# Anne-Charlotte Kinn
Anne-Charlotte Gerd Kinn, född 20 december 1937 i Norrköping, är en svensk läkare.
Kinn, som är urolog, har främst varit knuten till Karolinska sjukhuset och Karolinska Institutet, men hon har även arbetat kliniskt på S:t Görans sjukhus, Danderyds sjukhus, Huddinge sjukhus och Sophiahemmet samt tidigare i bland annat Gävle och Örebro. 
Till hennes forskningsområden hör njurar (hydronefros), inkontinens och prostata. Hon tog läkarexamen 1965 och blev fil. kand. i humaniora samma år, båda vid Göteborgs universitet. Med. dr blev hon vid Karolinska institutet 1982 och senare docent. Tidigare var hon ordförande i Svensk Urologisk Förening. Hon tilldelades professors namn av regeringen 2006.
Anne-Charlotte Kinn är mor till Gunilla Kinn och svärmor till Edward Blom.